# Yuasa Yoshiko
Yuasa Yoshiko (7 de desembre del 1896 - 24 d'octubre del 1990) fou una escriptora i activista japonesa, especialitzada en traduccions de literatura russa al japonés.

## Biografia
Nasqué a Kyoto; Yuasa fou una activista feminista en el període Taishō. Se n'anà a Tòquio, on formà part de moviments socialistes d'esquerra com ara el moviment de literatura proletària, dirigit per la novel·lista Yuriko Miyamoto. El 1924, les dues compartiren residència, i del 1927 al 1930, van viatjar juntes a la Unió Soviètica, on estudiaren llengua i literatura russes, i es feren molt amigues del director de cinema Serguei Eisenstein.
De tornada al Japó, Yuasa feia traduccions de novel·les d'autors russos, sobretot de Maksim Gorki, Anton Txékhov i Samuïl Marxak. Tal vegada la traducció seua més reconeguda siga la d'El jardí dels cirerers, de Txékhov. Yuasa es va morir el 1990.

## Llegat
Després de la seua mort, el guardó Yuasa Yoshiko es lliura a la millor traducció d'una obra literària al japonés.